# Guillot de Paris
 (octobre 2022).
Pour les articles homonymes, voir Guillot.
Guillot de Paris (ou Guiot de Paris) est un poète français de la fin XIIIe siècle ou du début du XIVe siècle, auteur du Dit des rues de Paris (daté des années 1280-1300).

## Biographie
Nous ne savons de la vie de Guillot que les éléments biographiques que l'on peut tirer de son Dit et de la recontextualisation de son texte. Lettré, peut-être échevin, l'écrivain n'est pas un poète de circonstance. Au début de son Dit, il affirme lui-même avoir rédigé beaucoup d'autres textes : « Maint dit a fait de Roys, de Conte, Guillot de Paris en son conte » (v. 3 et 4). Et les descriptions concises et colorées qu'il fait des rues de Paris dans son Dit montrent effectivement un métier poétique certain.
Nous savons qu'il vécut sous le règne de Philippe IV le Bel (1285-1314), à une époque où Paris connaissait un fort développement démographique et prenait des proportions considérables, obligeant à la construction d'enceintes successives. En 1300, la population de Paris est estimée à 200 000 habitants par l'historien M. Géraud, en incluant les faubourgs.
Petit opuscule d'une importance capitale pour la connaissance du Paris du Bas Moyen Âge, le Dit des rues de Paris a été publié pour la première fois en 1754 par l'abbé Lebeuf, qui avait découvert le manuscrit à Dijon en 1751. La version de référence est celle réalisée par Edgar Mareuse en 1875, qui a revu soigneusement le texte à partir du manuscrit conservé à la Bibliothèque Nationale, et l'a enrichi de notes, d'un glossaire et d'une intéressante préface.
Long poème de 554 vers octosyllabiques à rimes plates, le texte recense les rues du Paris de l'époque, en les abordant selon les trois quartiers qui composaient alors la capitale : au nord, rive droite, le quartier d'Outre-Grand-Pont, dit aussi la Ville ; au sud, rive gauche, le quartier d'Outre-Petit-Pont, dit aussi l'Université ; dans l'île, le quartier de la Cité, berceau de Paris.
Tout au long de son poème, Guillot cite l'ensemble des 310 rues de la capitale, et offre de savoureuses descriptions du Paris de l'époque, brossant de petites scènes en quelques mots, décrivant la physionomie ou l'activité des différentes rues : commerce du blé, des étoffes, les différents corps de métiers, bouchers, tailleurs, armuriers, orfèvres, et même la prostitution ou l'activité des rôdeurs. S'il évoque des rues aujourd'hui disparues, la majorité de celles qu'il cite sont toujours présentes, même si, en 700 ans, elles ont parfois changé de nom ou de physionomie, ou ont été amputées d'une partie de leur tracé.
Du point de vue de l'histoire de la littérature, la démarche de Guillot, qui emmène ses lecteurs dans les rues du grand dédale parisien, inaugure précocement la veine des promenades urbaines, et surtout parisiennes, qui trouvent leur apogée au XIXe siècle dans les écrits de Nerval, Les Nuits d’octobre et Mémoires d’un parisien et surtout dans les textes de Baudelaire, dans les Fleurs du Mal et le Spleen de Paris.

### Manuscrit
- Paris, Bibliothèque nationale de France, français, 24432, f. 257va-261vb |N|

### Éditions modernes en anthologies
- Abbé Lebeuf, Histoire de la ville et du diocèse de Paris, 1754, t. 1, p. 563.
- Hurtaut et Magny, Dictionnaire de la ville de Paris et de ses environs, 1779, t. 4, p. 599.
- Fabliaux et contes des poètes françois des XI, XII, XIII, XIV et XVe siècles, tirés des meilleurs auteurs, publiés par Barbazan. Nouvelle édition, augmentée et revue sur la manuscrits de la Bibliothèque impériale, par M. Méon, Paris, Warée, 1808, 3 t., xxii + 465, xiv + 467, xxxii + 514 p. (t. 2, p. 237-276) [IA: t. 1, t. 2, t. 3, t. 4]. Réimpr.: Genève, Slatkine Reprints, 1976.
- La Tynna, Dictionnaire topographique, historique et étymologique des Rues de Paris, 2e éd., 1816, p. lii.
- J.-B. de Saint-Victor, Tableau historique et pittoresque de Paris, 1822, t. 1, p. 431.
- Béraud et Dufey, Dictionnaire historique de Paris, 1828, t. 2, p. 154.
- E. de Labédollière, Le Nouveau Paris, 1860, p. 437.
- L. Lazare, Publications administratives, 1862, t. 2, p. 28.
- H. Cocheris, Réimpression de l'Histoire de la ville de Paris, de l'Abbé Lebeuf, t. 4, p. 7.
- Les rues de Paris mises en vers à la fin du XIIIe siècle par Guillot, publiées d'après un manuscrit du XIVe siècle, Paris, Baillieu, 1866, 44 p. [IA]

### Éditions exclusives
- Le dit des rues de Paris (1300), par Guillot (de Paris), avec préface, notes et glossaire, par Edgar Mareuse (éditeur scientifique), monographie imprimée en 1 volume (XXIV-91 pages), suivie d'un plan in-16 de Paris sous Philippe le Bel, éditions Librairie générale, Paris, 1875.

- Le Dit des Rues de Paris, de Guillot de Paris, édition d'Edgar Mareuse (préfacier) et Catherine Nicolas (traductrice), Les Éditions de Paris-Max Chaleil, 2012.

### Études
- Långfors, Arthur, Les incipit des poèmes français antérieurs au XVIe siècle. Répertoire bibliographique établi à l'aide de notes de M. Paul Meyer, Paris, Champion, 1917, vii + 444 p. (p. 213) [IA]. Dict.: DEAF LångforsInc. Réimpr.: New York, Burt Franklin (Bibliography and Reference Series, 380; Essays in Literature and Criticism, 100), 1970.